# سوپرمارین سیگل
سوپرمارین سیگل (به انگلیسی: Supermarine_Seagull_(1921)) یک هواگرد ملخ‌پیشین تک‌موتوره از نوع شناسایی کشتی پرنده ساخت شرکت Supermarine است. هواگرد سوپرمارین سیگل نخستین پروازش را در مه ۱۹۲۱ میلادی انجام داد. در مجموع، تعداد ۳۴ فروند از این هواگرد ساخته شده‌است.